# Medalha de Ouro Sakharov
A Medalha de Ouro Sakharov (em russo:  Золотая медаль имени А.Д. Сахарова) é denominada em memória do físico russo Andrei Sakharov. É concedida desde 1996 a cada cinco anos pela Academia de Ciências da Rússia a um cientista russo ou estrangeiro por trabalhos de destaque em física nuclear, física de partículas ou cosmologia.

## Recipientes
- 1996 Efim Fradkin
- 2001 Vladimir Imshennik
- 2006 Radii Ilkaev
- 2011 Mikhail Shaposhnikov
- 2016 Alexei Starobinski
- 2021 Viatcheslav Mukhanov